# Semiothisa napensis
Semiothisa napensis là một loài bướm đêm trong họ Geometridae.